# Wilhelm Siehoff
Wilhelm Reiner Siehoff (* 5. Juli 1881 in Vreden; † 24. Mai 1953) war ein deutscher Germanist, Pädagoge sowie als Politiker des Zentrums zweimaliger Oberbürgermeister der Stadt Münster.

## Leben
Siehoff war Sohn des Schuhmachermeisters Heinrich Siehoff (1852–1921) und dessen erster Frau Maria Gesina („Mina“), geb. Bülsing (1850–1888).
Während seiner beruflichen Laufbahn war Siehoff unter anderem als Lehrer und später Rektor am Ratsgymnasium in Münster tätig. Ebenfalls war er als ehrenamtlicher Stadtmagistrat für das Zentrum tätig, bevor er nach der Machtübernahme der Nationalsozialisten im Jahre 1933 diesen Posten aufgeben musste.
Nach dem Zweiten Weltkrieg ernannte die britische Militärregierung Siehoff im Jahr 1946 als Nachfolger von Karl Zuhorn zum Oberbürgermeister von Münster. Er bekleidete das Amt zunächst für sechs Monate, bevor ihn Franz Rediger, der erste frei gewählte Oberbürgermeister nach dem Krieg, ablöste.
Gegen Ende des Jahres 1951 wurde Siehoff überraschend erneut zum Oberbürgermeister der Stadt Münster gewählt. Zu diesem Zeitpunkt musste der Rat der Stadt dieses Amt noch jährlich besetzen. Siehoff bekam 17 Stimmen gegenüber 14 Stimmen für den Favoriten Gerhard Boyer. Nach nur einem Jahr und veränderten Machtverhältnissen im Rat der Stadt nach der Ratswahl vom 9. November 1952 musste er das Amt an seinen Nachfolger Busso Peus abgeben. Siehoffs Wahl sorgte für einige Aufregung, insbesondere innerhalb der CDU, die zu diesem Zeitpunkt die Mehrheit der Ratsmitglieder und den Oberbürgermeister stellte. Die Westfälischen Nachrichten spekulierten noch einen Monat später über mögliche Gründe der Niederlage des CDU-Kandidaten.
1922 heiratete er Paula Bröker (1902–1990).